# Ilse Förster
Ilse Förster ist eine ehemalige deutsche Fußballspielerin.

## Karriere
Förster spielte für Germania Eicherscheid, den im Simmerather Ortsteil, nahe der Monschauer Nachbargemeinde, ansässigen Verein, der ab 1972 über eine Damenfußballmannschaft verfügte.
1977 nach Bad Neuenahr-Ahrweiler gelangt, kam sie dort für den dort ansässigen SC 07 Bad Neuenahr als Mittelfeldspielerin in der Verbandsliga Rheinland zum Einsatz. Als Rheinländischer Meister 1978 nahm sie mit ihrem Verein an der Endrunde um die Deutsche Meisterschaft teil und gelangte mit ihr ins Finale, das zum zweiten Male in Hin- und Rückspiel ausgetragen wurde. Im heimischen Apollinarisstadion gelang am 17. Juni 1978 ein 2:0-Sieg über den FC Hellas Marpingen, im Rückspiel am 25. Juni 1978 im Eppelborner Illtalstadion – als Abwehrspielerin eingesetzt – verlor sie mit ihrer Mannschaft mit 0:1 – aber das Ergebnis reichte für die bis heute einzige Deutsche Meisterschaft.
1979 erfolgte das Aus gegen den FC Bayern München bereits im Viertelfinale, 1980 gegen den KBC Duisburg im Halbfinale.

## Erfolge
- Deutscher Meister 1978
- Rheinlandmeister 1978, 1979, 1980